# El Borma
El Borma est une commune de la wilaya de Ouargla en Algérie.

## Géographie
El Borma constitue un poste frontière avec la Tunisie.
L’aéroport qui la dessert se trouve en territoire tunisien, à proximité de la frontière entre les deux pays.